# 前后汉故事新编
《前后汉故事新编》是中国作家林汉达编著的一部关于中国秦末和汉朝历史的通俗历史读物。作为《东周列国故事新编》、《三国故事》系列的第二部。内容包括从张良刺秦到黄巾起义历史故事。是林汉达对以口语写作的实验作品，其中人物的对话都是口语。1963年，由中华书局出版。后来也有分为《西汉故事》、《东汉故事》两册书出版。